# Освоение космоса

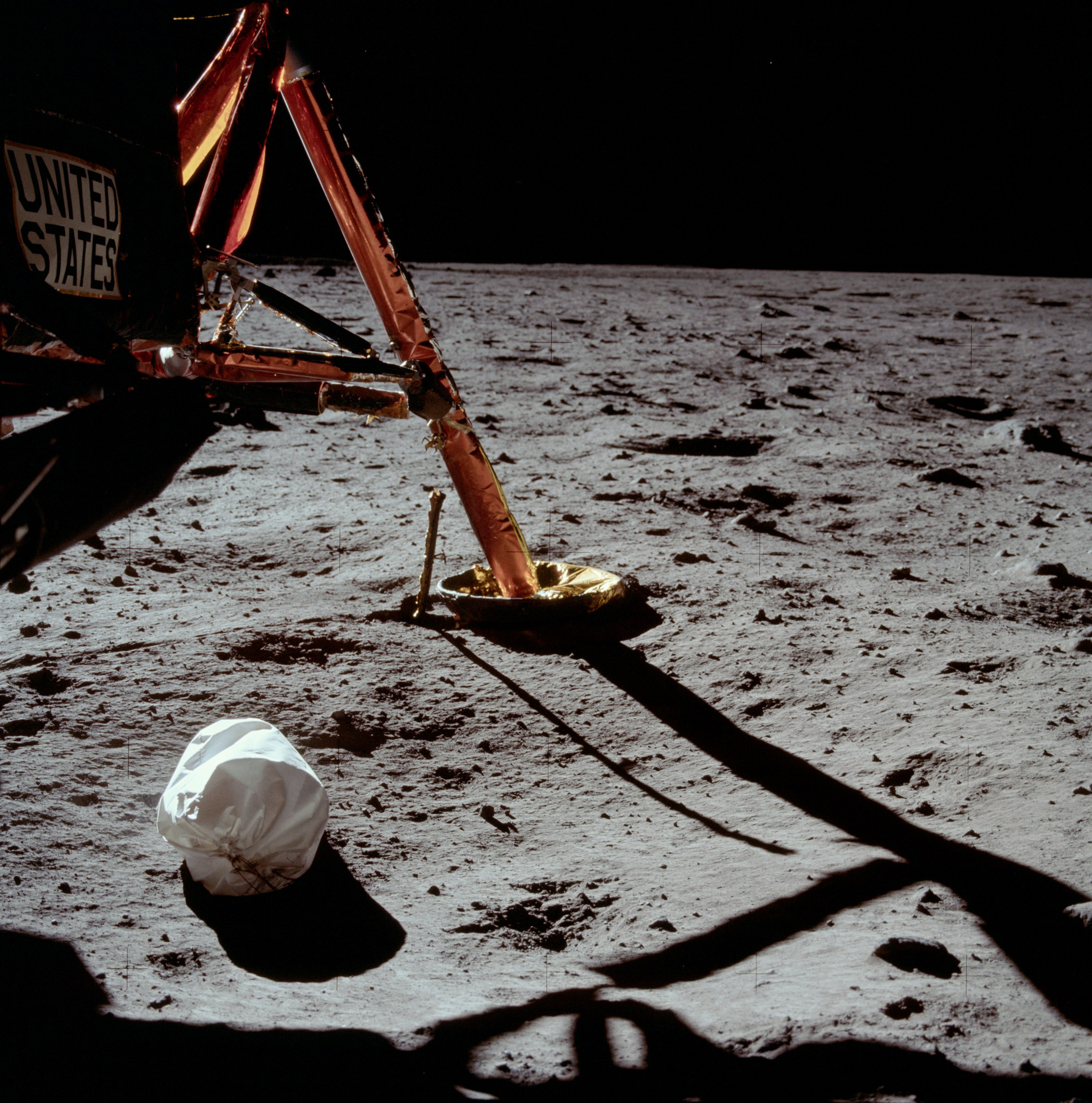
Первая фотография,
сделанная Нилом Армстронгом после выхода на поверхность Луны

Освое́ние ко́смоса — освоение (обживание, промышленное использование) человеком космического пространства и небесных тел с помощью космических аппаратов. Исследования космоса ведутся как с помощью пилотируемых космических полётов, так и с помощью автоматических космических аппаратов.
Техническому исследованию космоса предшествовало развитие астрономии и создание крупных и относительно эффективных ракет в первой половине XX века.

Началом эпохи освоения космоса можно считать запуск первого искусственного спутника Земли — «Спутника-1», запущенного Советским Союзом 4 октября 1957 г.

## Коммерческое освоение космоса
Существуют три основных направления прикладной космонавтики:
- Космические информационные комплексы — современные системы связи, метеорология, навигация, системы контроля использования природных ресурсов, охрана окружающей среды.
- Космические научные системы — научные исследования и натурные эксперименты.
- Космическая индустриализация — производство фармакологических препаратов, новых материалов для электронной, электротехнической, радиотехнических и других отраслей. В перспективе — разработка ресурсов Луны, других планет Солнечной системы и астероидов, удаление в космос отходов вредных промышленных производств, космический туризм.

### Частная космонавтика
Частные космические компании:
- SpaceX (основана в 2002 году) и её космодром
- Blue Origin — создана в 2000 году.
- Virgin Orbit — компания, созданная Virgin Group в 2017 году. Готовится проект воздушного старта[1]
- Суборбитальные КК SpaceShip компании  Scaled Composites: SpaceShipOne —  первый в мире частный космический корабль; SpaceShipTwo — туристический суборбитальный КК, дальнейшее развитие SpaceShipOne.
- Interstellar Technologies — первая японская фирма в области частной космонавтики; создана в 2003 году.
- S7 Space - российская компания, основным видом деятельности которой является запуск ракет космического назначения и выведение космических объектов на орбиту.

## Освоение в военных целях
Космические аппараты используются для спутниковой разведки, дальнего обнаружения баллистических ракет, связи, навигации. Создавались также системы противоспутникового оружия.

## Важнейшие этапы освоения космоса
- 4 октября 1957 года — запуск первого искусственного спутника Земли «Спутник-1»
- 12 апреля 1961 года — первый полёт человека в космос, Юрий Гагарин.
- 1 ноября 1963 года — первый маневрирующий спутник «Полёт-1», первое космическое оружие в мире по программе «ИСУС»
- 16 марта 1966 года — произведена первая ручная стыковка космических аппаратов, пилотируемого корабля «Джемини-8» и мишени «Аджена».
- 30 октября 1967 года — произведена первая стыковка двух беспилотных космических аппаратов «Космос-186» и «Космос-188». (СССР).
- 15 сентября 1968 года — первое возвращение космического аппарата (Зонд-5) на Землю после облета Луны. На борту находились живые существа: черепахи, плодовые мухи, черви, растения, семена, бактерии.
- 16 января 1969 года — произведена первая стыковка двух пилотируемых космических кораблей «Союз-4» и «Союз-5».
- 21 июля 1969 года — первая высадка человека на Луну (Н. Армстронг) в рамках лунной экспедиции корабля «Аполлон-11», доставившей на Землю, в том числе и первые пробы лунного грунта.
- 19 апреля 1971 года — запущена первая орбитальная станция «Салют-1».
- 3 марта 1972 года — запуск первого КА, покинувшего впоследствии пределы Солнечной системы: «Пионер-10».
- 12 апреля 1981 года — первый полёт первого многоразового транспортного космического корабля «Колумбия».
- 20 февраля 1986 года — вывод на орбиту базового модуля орбитальной станции «Мир»
- 15 ноября 1988 года — первый и единственный космический полёт МТКК «Буран» в автоматическом режиме.
- 20 ноября 1998 года — запуск первого блока «Заря» Международной космической станции.

### Полёты человека в космос
- 12 апреля 1961 года — совершён первый в мире полёт человека в космос (Юрий Гагарин) на корабле «Восток-1».
- 12 августа 1962 года — совершён первый в мире групповой космический полёт на кораблях «Восток-3» и «Восток-4». Максимальное сближение кораблей составило около 6,5 км.
- 16 июня 1963 года — совершён первый в мире полёт в космос женщины-космонавта (Валентина Терешкова) на космическом корабле «Восток-6».
- 12 октября 1964 года — был  совершен полёт первый в мире многоместный космический корабль «Восход-1».
- 18 марта 1965 года — был совершён первый в истории выход человека в открытый космос. Космонавт Алексей Леонов совершил выход в открытый космос из корабля «Восход-2».

### Исследования планет
- 4 января 1959 года — станция «Луна-1» прошла на расстоянии 6000 километров от поверхности Луны и вышла на гелиоцентрическую орбиту. Она стала первым в мире искусственным спутником Солнца.
- 14 сентября 1959 года — станция «Луна-2» впервые в мире достигла поверхности Луны в районе Моря Ясности вблизи кратеров Аристилл, Архимед и Автолик, доставив вымпел с гербом СССР.
- 4 октября 1959 года —  была запущена автоматическая межпланетная станция «Луна-3», которая впервые в мире сфотографировала невидимую с Земли сторону Луны. Также во время полёта впервые в мире был на практике осуществлён гравитационный манёвр.
- 3 февраля 1966 года — АМС «Луна-9» совершила первую в мире мягкую посадку на поверхность Луны, были переданы панорамные снимки Луны.
- 1 марта 1966 года — станция «Венера-3» впервые достигла поверхности Венеры, доставив вымпел СССР. Это был первый в мире перелёт космического аппарата с Земли на другую планету.
- 3 апреля 1966 года — станция «Луна-10» стала первым искусственным спутником Луны.
- 24 сентября 1970 года — станция «Луна-16» произвела забор и последующую доставку на Землю (станцией «Луна-16») образцов лунного грунта. Она же — первый беспилотный космический аппарат, доставивший на Землю пробы породы с другого космического тела (то есть, в данном случае, с Луны).

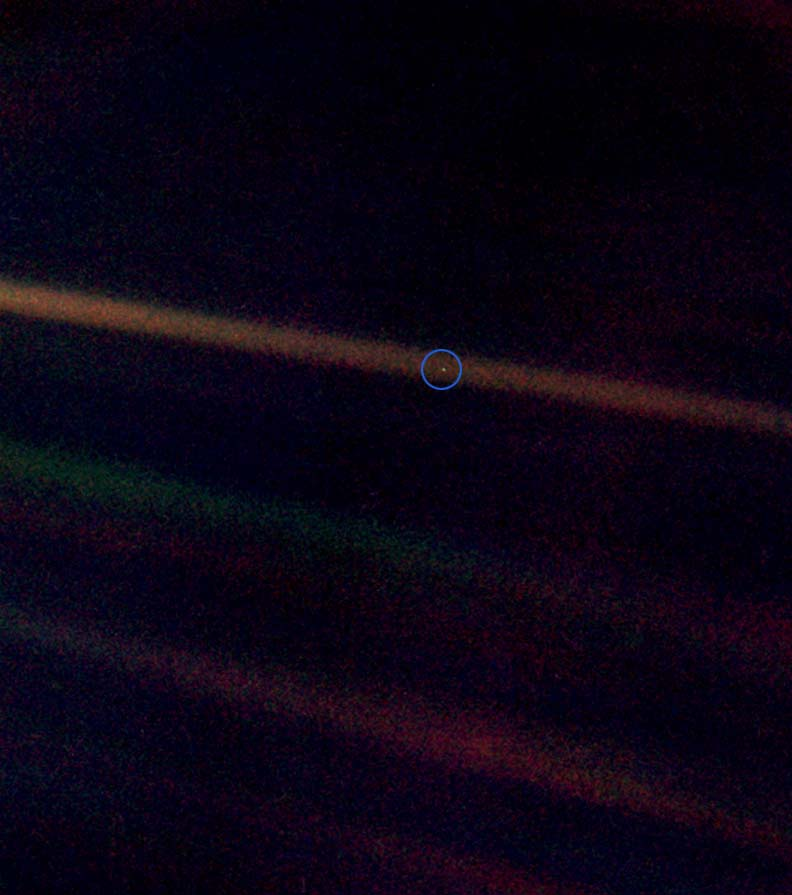
Снимок Земли, сделанный космическим аппаратом «Вояджер-1» в 1990 году с расстояния в 6 млрд км (40 а. е.) от Земли. В ходе выполнения своей миссии «Вояджер-1» стал самым дальним от Земли объектом, созданным человеком.

- 17 ноября 1970 — мягкая посадка и начало работы первого в мире полуавтоматического дистанционно управляемого самоходного аппарата, управляемого с Земли: «Луноход-1».
- 15 декабря 1970 года — первая в мире мягкая посадка на поверхность Венеры: «Венера-7».
- 13 ноября 1971 года — станция «Маринер-9» стала первым искусственным спутником Марса.
- 27 ноября 1971 года — станция «Марс-2» впервые достигла поверхности Марса.
- 2 декабря 1971 года — первая мягкая посадка АМС на Марс: «Марс-3».
- 20 октября 1975 года — станция «Венера-9» стала первым искусственным спутником Венеры.
- октябрь 1975 года — мягкая посадка двух космических аппаратов «Венера-9» и «Венера-10» и первые в мире фотоснимки поверхности Венеры.
- 7 декабря 1995 года — станция «Галилео» стала первым искусственным спутником Юпитера.
- 24 июня 2000 года — станция NEAR Shoemaker стала первым искусственным спутником астероида (433 Эрос).
- 30 июня 2004 года — станция «Кассини» стала первым искусственным спутником Сатурна.
- 15 января 2006 года — станция «Стардаст» доставила на Землю образцы кометы Вильда 2.
- 17 марта 2011 года — станция Messenger стала первым искусственным спутником Меркурия.

### Коммерциализация космической деятельности
Изначально освоение космического пространства во всех странах, которые в этом участвовали, происходило только на средства государств в научных, а также военных целях. Немалую роль в этом также играли и продолжают играть соображения престижа государств. Но затем выяснилось, что космическая деятельность способна приносить доход, и к ней проявил интерес частый сектор. Основными направлениями коммерциализации космической деятельности стали продажа информации, полученной при дистанционном зондировании Земли, продажа услуг спутниковой связи и спутниковой навигации. Также появился космический туризм.

## Важные космические программы и полёты КА разных стран

### Искусственные спутники Земли(ИСЗ)
- «Спутник» — серия первых в мире ИСЗ.
  - «Спутник-1» — первый аппарат, запущенный человеком в космос.
- «Авангард» — серия первых американских спутников. (США)

Спутники СССР и России списком: «Электрон» // «Полёт»// «Метеор» // «Экран» // «Радуга» // «Горизонт» // «Молния» // «Гейзер» // «Альтаир» // «Купон» // ГЛОНАСС // «Парус» // «Фотон» // «Око» // «Стрела» // «Ресурс» // «Целина» // «Бион» // «Вектор» /«Ромб» // «Цикада».

#### Космические телескопы
- «Астрон» — космический ультрафиолетовый телескоп (СССР).
- «Хаббл» — космический телескоп-рефлектор. (США).
- Swift — космическая обсерватория для наблюдения гамма-вспышек (США, Италия, Великобритания).
- WFIST — инфракрасная космическая обсерватория (США).
- «Джеймс Уэбб» - орбитальная инфракрасная обсерватория (NASA, ESA, CSA).

см. Категория: Космические телескопы

### Автоматические межпланетные станции
- «Луна» — программа исследования Луны (СССР)
- «Пионер» — программа исследования Луны, межпланетного пространства, Юпитера и Сатурна. (США)
- «Вояджер» — программа исследования планет-гигантов. (США)
- «Маринер» — исследования Венеры, Марса и Меркурия. (США)
- «Марс» — исследования Марса, первая мягкая посадка на его поверхность. (СССР)
- «Венера» — программа исследования атмосферы Венеры и её поверхности. (СССР)
- Викинг — программа исследования поверхности Марса. (США)
- «Вега» — встреча с кометой Галлея, высадка аэрозонда на Венеру. (СССР)
- «Фобос» — программа исследований спутников Марса. (СССР)
- «Марс Экспресс» — искусственный спутник Марса, высадка марсохода «Бигль-2». (ЕКА)
- «Галилео» — исследование Юпитера и его спутников. (NASA(НАСА) )
- «Кассини» — исследование Сатурна, его колец и спутников. (NASA(НАСА) , ЕКА, ИКА)
- «Гюйгенс» — зонд для исследования атмосферы Титана. (ЕКА)
- «Розетта» — высадка космического аппарата на ядро кометы Чурюмова-Герасименко (ЕКА)
- MESSENGER — исследование Меркурия (NASA(НАСА) )
- «Магеллан» — исследование Венеры (NASA(НАСА) )
- «Новые горизонты» — исследование Плутона и его спутников (NASA(НАСА) )
- Venus Express — исследование Венеры (ЕКА)
- Mars Atmosphere and Volatile Evolution — искусственный спутник для исследования атмосферы Марса (НАСА)

### Космические зонды для изучения Солнца
- «Солнечный зонд»  —  исследование Солнца, его короны и магнитных полей (НАСА).
- «Обсерватория солнечной динамики» —  исследование Солнца и понимание его влияния на Землю и околоземное пространство путём изучения солнечной атмосферы (НАСА).
- SOHO — изучение состояния солнечной атмосферы, активности солнечных корон и ветра (ЕКА, НАСА).

### Посадочные модули
- InSight —  изучение внутреннего строения и состава Марса (НАСА).
- Mars Scout —  космическая программа NASA по изучению Марса:
  - Phoenix — исследование почвы в полярном регионе планеты.
- Mars Pathfinder — фотографирование, изучение метеоусловий (НАСА).

### Марсоходы
- Mars Exploration Rover  —  программа НАСА по исследованию планеты Марс:
  - «Спирит» —  изучение осадочных пород в кратерах (Гусев, Эребус и смежных);
  - «Оппортьюнити» — изучение осадочных пород в кратерах (Гусева, Эребус и смежных).
- «Марсианская научная лаборатория» —  программа по изучению Марса (НАСА):
  - «Кьюриосити» — получить подробные сведения о геологии и климате Марса.
- Mars Pathfinder —  программа НАСА для отработки технических решений дешёвых посадок на поверхность:
  - «Соджорнер»  —  изучение состава пород.

### Орбитальные аппараты
- Mars Global Surveyor — картографирование поверхности, ретрансляция данных с марсоходов на Землю (НАСА).
- «Марс Одиссей» — изучение геологического строения, поиск минералов и ретрансляция данных с марсоходов (НАСА).
- «Мангальян» — индийская АМС, предназначенная для исследования Марса с орбиты искусственного спутника

### Лунные станции
- «Луна» — исследование Луны, доставка лунного грунта, «Луноход-1» и «Луноход-2» (СССР).
- «Рейнджер» — получение телевизионных изображений Луны при падении на её поверхность (США).
- «Эксплорер 35» («Лунар Эксплорер-2») — изучение Луны и окололунного пространства с селеноцентрической орбиты (США).
- «Лунар Орбитер» — вывод на орбиту вокруг Луны, картографирование лунной поверхности (США).
- «Сервейер» — отработка мягкой посадки на Луну, исследования лунного грунта (США).
- Lunar Prospector — исследования Луны (США).
- «Смарт-1» — исследования Луны, аппарат оснащён ионным двигателем (ЕКА).
- «Kaguya» — исследования Луны и окололунного пространства (Япония).
- «Чанъэ-1» и «Чанъэ-2» — исследования Луны, картографирование лунной поверхности (Китай).
- «Чанъэ-3» и луноход «Юйту» — исследования Луны (Китай).
- «Чанъэ-4» и луноход «Юйту-2» — исследования обратной стороны Луны (Китай).

см. Категория: Автоматические межпланетные станции

### Пилотируемые полёты
- «Восток» — отработка первых пилотируемых орбитальных полётов в космос. (СССР, 1961—1963)
- «Меркурий» — отработка пилотируемых полётов в космос. (США, 1961—1963)
- «Восход» — пилотируемые орбитальные полёты; первый выход в открытый космос, первые многоместные корабли. (СССР, 1964—1965)
- «Джемини» — двухместные космические корабли, первые стыковки на околоземной орбите. (США, 1965—1966)
- «Аполлон» — пилотируемые полёты на Луну. (США, 1968—1972/1975)
- «Союз» — пилотируемые орбитальные полёты. (СССР/Россия, с 1968)
  - Экспериментальный полёт «Аполлон» — «Союз» (СССР/США, 1975)
- «Спейс Шаттл» — многоразовый космический корабль. (США, 1981—2011)
- «Шэньчжоу» — орбитальные пилотируемые полёты. (Китай, с 2003)

см. Категория: Пилотируемые КА

### Орбитальные станции
- «Салют» — первая серия орбитальных станций. (СССР)
- «Скайлэб» — орбитальная станция. (США)
- «Мир» — первая орбитальная станция модульного типа. (СССР)
- Международная космическая станция (МКС).
- «Тяньгун-1» (КНР)

см. Категория: Орбитальные станции

## Освоение космоса по странам
Космические агентства
- Министерство общего машиностроения (МОМ) — 1955 (в 1990 было заменено ФКА «Роскосмос»).
- Бразильское космическое агентство — основано в 1994 году.
- Европейское космическое агентство (ЕКА) — 1964.
- Индийская организация космических исследований — 1969.
- Канадское космическое агентство — 1989.
- Китайское национальное космическое управление — 1993.
- Национальное космическое агентство Украины (НКАУ) — 1996.
- Национальное управление США по аэронавтике и исследованию космоса (НАСА) — 1958.
- Федеральное космическое агентство России (ФКА РФ) — (1990).
- Японское агентство аэрокосмических исследований (JAXA) — 2003.
- Корейский комитет космических технологий — предположительно 1980-е.

Условные обозначения:

☄ — автоматический космический аппарат / спутник

Ѫ — успешная посадка на объект

⚗ — возвращение пробы с веществом на Землю

⚘ — запуск человека в космос / посещение объекта человеком

ↂ — постоянная обитаемая космическая станция
| '                  | Флаг США | Флаг СССР | Китай | Флаг ЕС | Флаг Японии | Флаг Индии | Флаг Ирана | Флаг Израиля | Флаг КНДР | Флаг Украины | Флаг России | Флаг ОАЭ | Бизнес |
| Выход в космос     | ☄⚘ↂ      | ☄⚘ↂ       | ☄⚘ↂ   | ☄ↂ      | ☄ↂ          | ☄          | ☄          | ☄            | ☄         | ☄            | ☄⚘ↂ         |          | ☄⚘     |
| Луна               | ☄Ѫ⚗⚘     | ☄Ѫ⚗       | ☄Ѫ⚗   | ☄       | ☄           | ☄Ѫ         |            | ☄            |           |              | ☄           |          | ☄      |
| Марс               | ☄Ѫ       | ☄Ѫ        | ☄Ѫ    | ☄       | ☄           | ☄          |            |              |           |              |             | ☄        |        |
| Спутники Марса     |          | ☄         |       |         |             |            |            |              |           |              |             |          |        |
| Астероиды и кометы | ☄Ѫ⚗      | ☄         | ☄     | ☄Ѫ      | ☄Ѫ⚗         |            |            |              |           |              |             |          |        |
| Меркурий           | ☄        |           |       |         |             |            |            |              |           |              |             |          |        |
| Венера             | ☄        | ☄Ѫ        |       | ☄       | ☄           |            |            |              |           |              |             |          |        |
| Юпитер             | ☄        |           |       | ☄       |             |            |            |              |           |              |             |          |        |
| Спутники Юпитера   | ☄        |           |       | ☄       |             |            |            |              |           |              |             |          |        |
| Сатурн             | ☄        |           |       | ☄       |             |            |            |              |           |              |             |          |        |
| Спутники Сатурна   | ☄        |           |       | ☄Ѫ      |             |            |            |              |           |              |             |          |        |
| Уран               | ☄        |           |       |         |             |            |            |              |           |              |             |          |        |
| Спутники Урана     | ☄        |           |       |         |             |            |            |              |           |              |             |          |        |
| Нептун             | ☄        |           |       |         |             |            |            |              |           |              |             |          |        |
| Спутники Нептуна   | ☄        |           |       |         |             |            |            |              |           |              |             |          |        |
| Плутон             | ☄        |           |       |         |             |            |            |              |           |              |             |          |        |
|                    |          |           |       |         |             |            |            |              |           |              |             |          |        |
|                    |          |           |       |         |             |            |            |              |           |              |             |          |        |

Примечания:
- В столбце по ЕС указаны также достижения отдельных членов ЕС
- Учитываются только успешные или частично успешные миссии
- При клике на символ открывается статья с описанием первой успешной миссии в данной категории

## В культуре
- Павший астронавт (скульптура)